# Metalldetektor
| Den sovjetiska metalldetektorn IMP-1 var när den introducerades 1970 överlägsen många västerländska konstruktioner. |  | Den sovjetiska metalldetektorn IMP-1 var när den introducerades 1970 överlägsen många västerländska konstruktioner. |
| Den sovjetiska metalldetektorn IMP-1 var när den introducerades 1970 överlägsen många västerländska konstruktioner. |  | |

En metalldetektor eller metallsökare är ett tekniskt hjälpmedel för att upptäcka dolda metallföremål.

## Konstruktion
En metalldetektor består av en spole som alstrar ett magnetfält när ström matas genom den. Ytterligare en eller flera spolar i direkt närhet av den första påverkas av magnetfältet genom induktion. När ett metallföremål förs in i magnetfältet orsakar störningen en förändring av induktionen som går att mäta.

## Historia
Principen att metallföremål kan upptäckas genom att mäta störningar i magnetfält har varit känd sedan slutet av 1800-talet, men det var först 1937 som Gerhard Fisher fick det första patentet på en fungerande metalldetektor. Den första praktiskt användbara metalldetektorn konstruerades av löjtnanten och ingenjören Józef Kosacki i början av andra världskriget. Kosackis metalldetektor används första gången i större skala vid slaget vid el-Alamein och efter det under invasionen av Sicilien och landstigningen i Normandie.
Efter kriget såldes många av Kosackis metalldetektor som överskott vilket gjorde att många länder fick möjlighet att kopiera och förbättra designen. I och med transistorns intåg på 1950-talet kunde metalldetektorer byggas mindre och lättare.

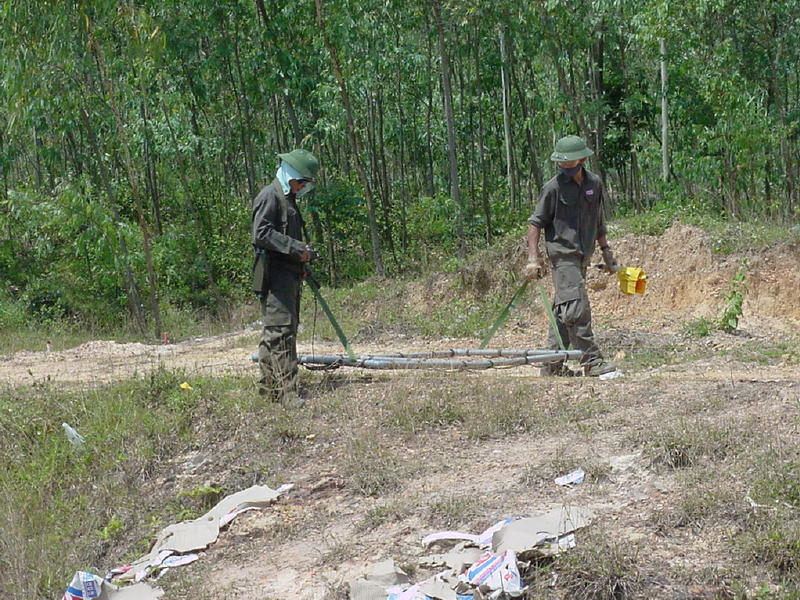
För att hitta minor eller blindgångare på större djup används metalldetektorer med större spolar.

## Militär användning
Metalldetektorer är utmärkta hjälpmedel för att upptäcka landminor under förutsättning att de innehåller metalldelar. Moderna landminor innehåller mycket lite metall och är svåra att upptäcka med metalldetektor. Metalldetektorer används även för att lokalisera nergrävda vapengömmor och telefonledningar.

## Civil användning
Efter andra världskriget när många metalldetektorer såldes ut blev det en populär hobby att använda metalldetektor för att leta efter borttappade föremål, fornfynd och metaller som förekommer i ren form i naturen, till exempel guld och meteoriter. I Sverige och många andra länder är det idag förbjudet eller omgivet av stränga begränsningar att använda metalldetektor för att leta efter arkeologiska föremål. Men i Danmark är det en stor hobby som mestadels bedrivs i föreningar och i samarbete med regionmuseer. Även professionella arkeologer använder metallsökare mer och mer i Sverige liksom på annat håll.
Metalldetektorer används också för att upptäcka om folk bär dolda vapen och om det finns metallbitar i livsmedel.

## På flygplatser
Inom civilflyget förekommer bland annat metalldetektorer i säkerhetskontrollen på flygplatser för att förhindra att passagerare tar med sig vissa farliga föremål. Dessa metalldetektorer är formade som dörrkarmar som passagerarna får gå igenom innan de får tillträde till gaterna där flygplanen står uppställda för att ta emot de resande. Känsligheten hos detektorerna brukar göra att man får ta av sig alla metallföremål, inklusive bälten med metallspännen osv. för att detektorerna inte ska ge falska utslag.